# Lissonota vincta
Lissonota vincta là một loài tò vò trong họ Ichneumonidae.